# Östliches Zwillingsköpfl
Das Östliche Zwillingsköpfl (auch Östlicher Zwillingskopf, italienisch Testa Gemella Orientale) ist ein schroffer Felsberg im Hauptkamm der Zillertaler Alpen. Sein Gipfel befindet sich auf 2841 m Höhe und liegt auf der Grenze zwischen dem österreichischen Bundesland Salzburg und der italienischen Provinz Südtirol, die hier mit der Grenze zwischen dem Nationalpark Hohe Tauern und dem Naturpark Rieserferner-Ahrn übereinstimmt.

## Lage und Umgebung
Das Östliche Zwillingsköpfl liegt auf dem östlichen Zillertaler Hauptkamm, der grob von Ost nach West verläuft und hier eine nördliche Ausbuchtung beschreibt. Dem Kamm Richtung Westen folgend erreicht man das nur ungefähr 350 m entfernte Westliche Zwillingsköpfl, den 2835 m hohen nördlichsten Punkt Italiens, und weiter über den Klockerkarkopf und den Pfaffenschneidkopf den Krimmler Tauern. Nach Osten gelangt man über die Steinkarspitze zur Birnlücke. Nach Norden fällt das Gebiet ab zum oberen Krimmler Achental, nach Süden zum Ahrntal.

## Alpinismus
Schutzhütten, die als Ausgangspunkt für eine Besteigung des Östlichen Zwillingsköpfls dienen, sind das Krimmler Tauernhaus und die Birnlückenhütte.